# Parkesina
La parkesina, precursora del celuloide, fue inventada por Alexander Parkes, profesor de ciencias naturales de Birmingham. 
Alrededor del año 1850, Parkes experimentaba con un producto químico en su laboratorio, la nitrocelulosa, y al mezclarla con alcanfor descubrió que el compuesto formaba una sustancia transparente, dura pero flexible, que llamó parkesine. A principios de la década de 1850, no había mercado para aquella película delgada y transparente, así que, en el año 1868, John Wesley Hyatt adquiriría la patente británica y el doctor Parkes se mostraría más que satisfecho por vender los derechos de la patente de aquella novedad que había intentado comercializar sin éxito.
Debido a una gran escasez de marfil, un fabricante de bolas de billar de Nueva Inglaterra ofreció un premio de 10 000 dólares a quien encontrase un sucedáneo adecuado. Hyatt se presentó con lo que había bautizado como celulloid. En  1872, patentaría “su invento”.
Con él se empezaron a fabricar distintos objetos como mangos de cuchillo, armazones de lentes y película cinematográfica. Sin el celuloide no hubiera podido iniciarse la industria cinematográfica a fines del siglo XIX. El celuloide puede ser ablandado repetidamente y moldeado de nuevo mediante calor, por lo que recibe el calificativo de termoplástico.